# Alshat
Alshat (ν Capricorni / ν Cap / 8 Capricorni / HD 193432) es una estrella en la constelación de Capricornio de magnitud aparente +4,75. Su nombre proviene del árabe Al Shat, la oveja que había de ser sacrificada por la vecina Dabih (β Capricorni) en el sacrificio celebrado por los árabes con el orto helíaco de Capricornio.
Alshat es una estrella caliente de 10.208 K de temperatura efectiva y tipo espectral B9IV o B9.5V.
Es, pues, una estrella de la secuencia principal o una subgigante empezando a evolucionar, similar a Sualocin (α Delphini) o η Aquarii.
Tiene una luminosidad —en el espectro visible— 75 veces superior a la luminosidad solar, siendo su radio más del doble del que tiene el Sol.
Su velocidad de rotación —27 km/s—, es baja para una estrella de sus características, si bien esta cifra es sólo un límite inferior, ya que el verdadero valor depende de la inclinación de su eje respecto a la Tierra.
Tiene una composición química «normal», a diferencia de otras estrellas afines —como las estrellas Bp o las estrellas de mercurio-manganeso— que muestras peculiaridades en su composición elemental.
Su metalicidad es comparable a la del Sol.
A 54 segundos de arco de Alshat se puede observar una estrella de magnitud 11,8, que se piensa que forma un sistema binario con ella.
La separación entre ambas estrellas es superior a 5000 UA.
El sistema se encuentra a 253 años luz del sistema solar.